# Controvèrsia de Rind et al.
L'Informe Rind és un estudi científic sobre les conseqüències de l'abús sexual infantil realitzat pels doctors Bruce Rind, del departament de psicologia de la Universitat de Filadèlfia, Philip Tromovitch, de la Universitat de Pennsilvània i Robert Bauserman, de la Universitat de Michigan. Es va publicar el 1998 al Psychological Bulletin de l'Associació Americana de Psicologia amb el títol original A meta-analytic examination of assumed properties of childsexual abuse using college samples [Investigació metanalítica de les conseqüències de l'abús sexual infantil a partir de casos no clínics].
L'estudi va ser objecte de controvèrsia als Estats Units. El debat va donar lloc que el 12 de juliol de 1999 la Cambra de Representants dels Estats Units aprovés la resolució 107 HRC (355 vots a favor, 0 en contra i 13 abstencions) que declarava que les relacions sexuals entre nens i adults eren abusives i perjudicials, i condemnava l'estudi sobre la base que aquest estava sent utilitzat pels activistes i organitzacions pedòfils per promoure i justificar l'abús sexual infantil.
Pressionada perquè es justifiqués, l'Associació Americana de Psiquiatria va sotmetre el treball a una nova revisió científica per parells i a un estudi estadístic professional, que van portar a la conclusió que la metodologia de l'estudi era correcta. Tanmateix, es van continuar publicant comunicats de premsa i refutacions que apuntaven a diverses raons segons les quals l'estudi hauria de ser rebutjat.
El 2001 es van publicar una sèrie d'articles que posaven en dubte els resultats de l'estudi, assenyalaven errors en la metodologia usada i les generalitzacions proposades, i afirmaven que els resultats de l'estudi eren científicament invàlids.
El document ha estat citat per organitzacions de l'activisme pedòfil en suport dels seus arguments a favor d'un canvi d'actitud cap a la pedofília i de la despenalització de les relacions sexuals consentides entre adults i menors (nens o adolescents), així com per alguns advocats defensors que han fet servir l'estudi per minimitzar els danys en casos d'abusos sexuals a menors.